# Piet Biesiadecki
Piet Biesiadecki, właśc. Patrick Walter Biesiadecki (ur. 20 marca 1920 w Ware, zm. 26 listopada 2000 w Charlestown) – amerykański bobsleista, złoty medalista mistrzostw świata.

## Kariera
Największy sukces w karierze osiągnął w 1953 roku, kiedy wspólnie z Lloydem Johnsonem, Hubertem Millerem i Josephem Smithem zwyciężył w czwórkach podczas mistrzostw świata w Garmisch-Partenkirchen. Był to jednak jego jedyny medal wywalczony na międzynarodowej imprezie tej rangi. W 1956 roku wystartował na igrzyskach olimpijskich w Cortinie d’Ampezzo, zajmując piąte miejsce w dwójkach. Biesiadecki był też żołnierzem. Brał udział w II wojnie światowej, wojnie koreańskiej i wojnie wietnamskiej.